# آن نيومان
آن ب. نيومان (بالإنجليزية: Anne B. Newman)‏ (مواليد 1955) هي عالمة وباحثة أمريكية متخصصة في مجال طب المسنين وعلم الشيخوخة والأوبئة.

## السيرة الذاتية
ولدت آن ب. نيومان عام 1955 ودرست في جامعة بيتسبرغ طوال فترة دراساتها العليا. وعام 1978، حصلت على درجة البكالوريوس في الأحياء، ثم حصلت على درجتها الطبية عام 1982، وأخيرًا حصلت على الماجستير في الصحة العامة عام 1987. بدأت مسيرتها البحثية عام 1988 بالانضمام لدراسة المعهد الوطني للقلب والرئة والدم لصحة القلب والأوعية الدموية والتي استمرت 19 عامًا وعملت على تقييم رجال ونساء بعمر الخامسة والستين أو أكثر وعوامل الإصابة والنتائج والتاريخ الطبيعي لأمراض القلب والأوعية الدموية. بحثت أيضًا في كتلة الجسم والفرق بين تأثير الدهون في منطقة البطن وتأثير الدهون في المناطق السفلى (رواسب الدهون في الوركين والفخذين والأرداف)، مؤكدة أن الصحة تتأثر بالمناطق التي يخزن بها الجسم الدهون. ودرست أيضًا تأثير اللياقة البدنية على الإدراك والعضلات والوظائف الحركية مع التقدم في العمر. وشاركت نيومان وشغلت أيضًا منصب رئيس المحققين في عدة دراسات طويلة المدى أجريت من خلال المنح المقدمة من معاهد الصحة الوطنية الأمريكية ومراكز مكافحة الأمراض واتقائها.
عام 2005، التحقت نيومات بجامعة بيتسبرغ كرئيسة قسم علم الأوبئة ومديرة مركز صحة الشيخوخة والسكان. وفي عام 2014، تم تكريمها كأول باحثة علمية تحصل على منصب رئيسة قسم صحة السكان في جامع بيتسبرغ. نشرت آن أكثر من 500 مقالة في الصحف العلمية، وكانت ضمن قائمة شبكة العلوم السنوية لأكثر العلماء الموثوقين لعام 2015 كما نشرها تومسون رويترز.

## وصلات خارجية
- "newman+anne+b"&dblist=638&qt=sort&se=yr&sd=asc&qt=sort_yr_asc قائمة مؤلفاتها على WorldCat